# Neomicrocalamus yunnanensis
Neomicrocalamus yunnanensis là một loài thực vật có hoa trong họ Hòa thảo. Loài này được (T.H.Wen) Ohrnb. mô tả khoa học đầu tiên năm 1997.